# Casiopea
A Casiopea japán fúziós jazz-zenekar.

## Története
1976-ban alakultak Tokióban, alapító tagjai: Issei Noro – gitár, Tetsuo Sakurai – basszusgitár és Hidehiko Koike billentyűs.
Egy évvel később, 1977-ben csatlakozott az együtteshez Minoru Mukaiya billentyűs és Takashi Sasaki dobos. Ezáltal Hidehiko kikerült a zenekarból. Sasaki 1980-ban, míg Mukaiya 2006-ban hagyta el az együttest.
Első nagylemezük 1981-ben jelent meg, amely az együttes nevét viselte. A zenekar nevét a Cassiopeia csillagképről kapta. Több mint 30 lemezt adtak ki. Tagjai több különböző együttest alapítottak, "Pegasus", "Jimsaku" (1990-től 1998-ig működött zenekar, Tetsuo Sakurai és Akira Jimbo alapították), "Ottotrio" "Casiopea vs. T-Square", "Synchronized DNA" és "Inspirits" neveken.